# Kaschmir

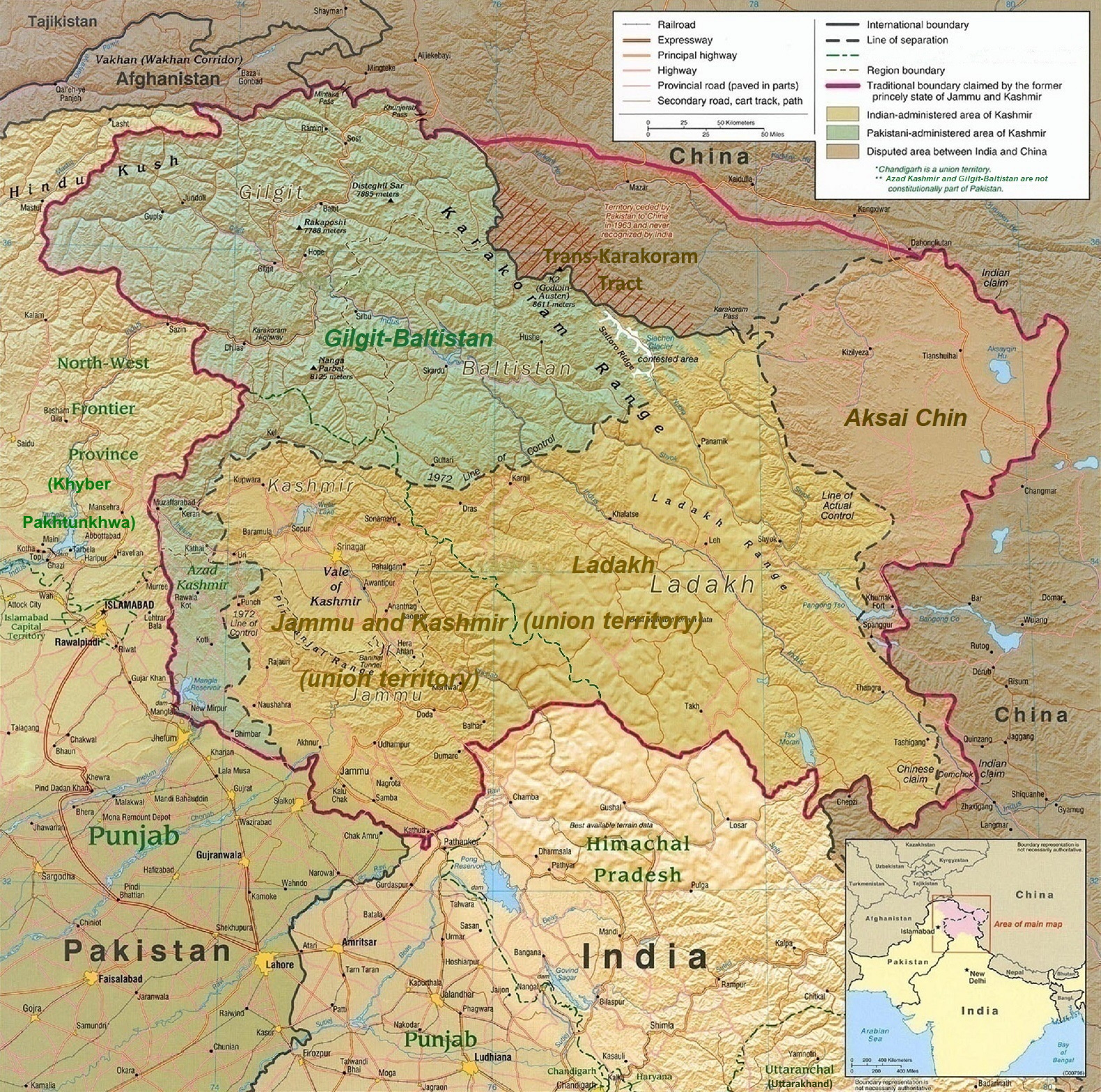
Karte (2019)

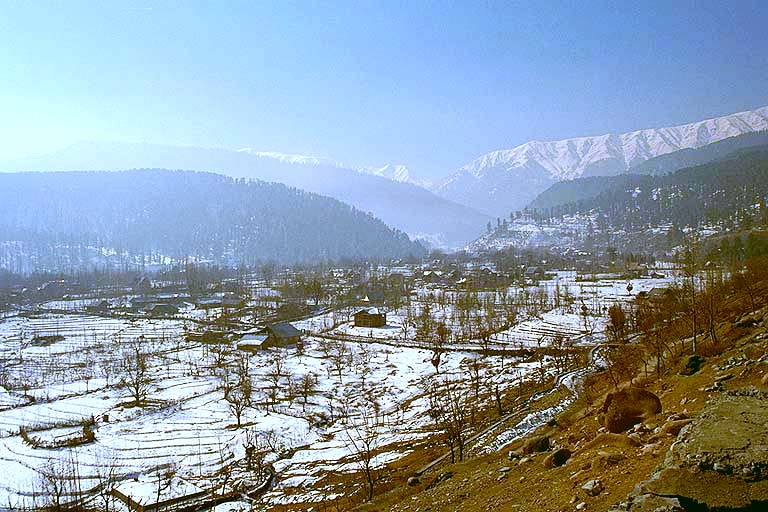
Talmarg (Indien)

Kaschmir (Devanagari: कश्मीर, Urdu: کشمیر, Kaśmīr, auch Kashmir) ist eine Region im Himalaya. 
Die Bevölkerung Kaschmirs ist vielfältig in Hinblick auf die Verbreitung von Religionen (Islam, Hinduismus und Buddhismus) und Sprachen (u. a. Hindi, Panjabi, Dogri, Kashmiri, Tibetisch und Balti). Deshalb und aufgrund seiner wechselhaften Geschichte ist Kaschmir schon länger stark umstritten und war Schauplatz vieler Kriege im Zuge des Kaschmir-Konflikts, seit der Region infolge der Teilung Indiens 1947 formal die Unabhängigkeit zugesprochen wurde.
Indien beansprucht das gesamte Gebiet für sich, kontrolliert allerdings nur etwa die Hälfte. Der Westen und Norden befinden sich unter der Herrschaft von Pakistan, das selbst wiederum Anspruch auf die momentan von Indien kontrollierten Gebiete erhebt. Der Osten ist unter Kontrolle der Volksrepublik China.

## Geographie

Der ehemalige indische Bundesstaat Jammu und Kashmir (bis 2019)

Heute teilt sich das im Himalaya gelegene Kaschmir in die indischen Unionsterritorien Jammu und Kashmir und Ladakh mit zusammen 101.000 km² und 12,5 Millionen Einwohnern, die pakistanische Region Gilgit-Baltistan und das teilautonome pakistanische Asad Kaschmir mit zusammen 84.000 km² und ca. 5 Millionen Einwohnern sowie einige chinesische Gebiete (u. a. Aksai Chin mit 37.000 km² und einigen Tausend Bewohnern) auf. Die größte Stadt Kaschmirs ist die Millionenstadt Srinagar im Kaschmirtal (Division Kaschmir im indischen Unionsterritorium Jammu und Kaschmir). Weitere bedeutende Städte sind Jammu, Leh, Kargil, Skardu und Gilgit.
Das Kaschmirtal liegt auf demselben Breitengrad wie das syrische Damaskus, das marokkanische Fès und das US-amerikanische South Carolina auf einer Höhe von 1700 m über dem Meeresspiegel. Es ist ca. 135 km lang und 30 bis 40 km breit. 
Die Gesamtfläche Kaschmirs beläuft sich auf rund 222.000 km². Der indische Teil teilt sich in die Unionsterritorien Ladakh und Jammu und Kashmir mit zwei Divisionen Jammu und Kaschmir mit insgesamt 20 Distrikten.
In Kaschmir befinden sich einige der höchsten Berge der Welt, darunter der K2 (mit 8611 m der zweithöchste Berg der Welt) in der Baltoro-Region zwischen dem pakistanisch verwalteten Gilgit-Baltistan und dem chinesisch verwalteten Shaksgam-Tal, sowie der Nanga Parbat (8125 m) mit der Rupalwand (mit etwa 4500 m die höchste Felswand der Welt). Ferner finden sich in Kaschmir (vor allem in Ladakh) viele sehr hohe Bergpässe, die schon vor vielen Hundert Jahren wichtige Handelsrouten waren (Teile alter Karawanenrouten von Indien/Kaschmir ins Tarimbecken, z. B. der Karakorumpass auf 5575 m) und über die heute noch wichtige Straßenverbindungen führen (z. B. Taglang La, 5317 m auf dem Manali-Leh-Highway, einem der beiden wichtigsten Zugänge Ladakhs).
Der Indus durchfließt Kaschmir auf einer Flusslänge von über 900 km (davon etwa 500 km durch Ladakh von der Ostgrenze bei Demchok auf ca. 4200 m bis zur Line of Control bei Batalik und dann über 400 km durch Gilgit-Baltistan bis in die Nähe des Ortes Sazin auf ca. 900 m). Weitere bedeutende Flüsse durch Kaschmir sind unter anderem Shyok, Chanab, Jhelam, Zanskar und Gilgit, die alle in den Indus fließen.

## Geologie
Die Region liegt an einer 200 km breiten Bruchzone zwischen der indischen und der eurasischen Kontinentalplatte.

## Geschichte

Flagge des Maharaja bis 1936

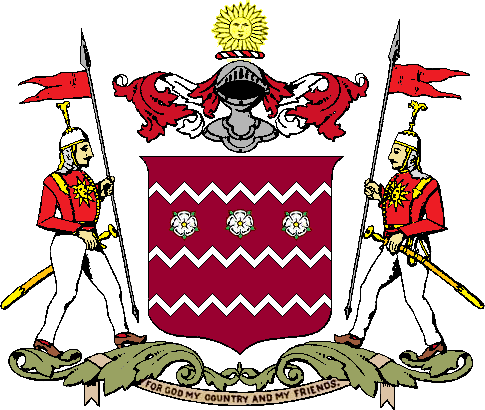
Wappen des Fürstenstaates

Briefmarke der Kashmir-Post (1869)

Kaschmir hat seinen Ursprung im Kaschmirtal mit dem alten Handelsplatz Srinagar im Hochgebirgsraum des Vorderen Himalaya. In seiner langen, wechselvollen Geschichte hat es sich als Kreuzungspunkt von großen Karawanenstraßen (historische Seidenstraße) zwischen Vorder-, Zentral- und Südasien entwickelt. Zugleich war und ist es auch heute noch Schnittpunkt ausgedehnter buddhistischer, kaschmirisch-hinduistischer und ab dem 13. Jahrhundert zunehmend islamischer Herrschaftsbereiche. Kaschmir hat von alters her eine Brücken- und Knotenfunktion zwischen Vorder-, Zentral- und Südasien.
Nach etlichen Kleinreichen beherrschte die Karkota-Dynastie von 625 bis 855 das gesamte Kaschmirtal. König Lalitaditya (reg. ca. 723–760) eroberte angeblich weite Teile Ost- und Mittelindiens. Nach vielfältigen inneren Machtkämpfen bemächtigte sich Shah Mir der Region, die von nun an überwiegend islamisch blieb. Gegen Ende des 14. und zu Beginn des 15. Jahrhunderts ließ Sikandar Butshikan (reg. 1389–1413) sämtliche buddhistischen und hinduistischen Heiligtümer zerstören. 
Im Jahr 1587 wurde Kaschmir durch Akbar I. dem Reich der Großmoguln von Delhi einverleibt und 1739 vom persischen Herrscher Nader Schah erobert. Kaschmir blieb später eine Provinz des Reiches von Kabul, bis sich 1809 der Statthalter Muhammad Azim Khan für unabhängig erklärte. 1819 besetzte der Sikh Maharaja Ranjit Singh die Hauptstadt Srinagar und weite Teile des Landes.
Nach dem Sieg der Briten über die Sikhs im Ersten Sikh-Krieg wurde Kashmir and Jammu (z. T. Jammu and Kashmir genannt) 1846 als Fürstenstaat ein britisches Protektorat. Erster Maharaja war von 1846 bis 1856 der Raja von Jammu, Ghulab Singh, ein Hindu aus dem Rajputen-Clan der Jamwal.
Kaschmir hatte 1941 eine Fläche von 218.896 km² und 4,2 Millionen Einwohner. Die Stammesgebiete im Norden standen allerdings nur nominell unter der Hoheit des Maharaja. Insgesamt war der Norden Kaschmirs muslimisch geprägt, der Süden hinduistisch und der Osten buddhistisch. Ein machtpolitisches Ungleichgewicht herrschte jedoch dadurch vor, dass hohe Positionen und öffentliche Ämter fast ausschließlich durch Dogra-Hindus aus Jammu besetzt wurden. Protestbewegungen von Moslems, wie zum Beispiel 1930 gegen die autoritäre Herrschaft des Maharajas, wurden immer häufiger und zumeist blutig niedergeschlagen. Als Großbritannien am 18. Juli 1947 die Entlassung Indiens in die Unabhängigkeit und die Bildung der Dominions Indien und Pakistan beschloss, wurde Kaschmir zunächst unter dem Maharaja Hari Singh (1925–1952) unabhängig.
Kashmir und Jammu hatte 1866–1894 eine Staatspost mit eigenen Briefmarken, 1867–1877 mit separaten Ausgaben für die Provinzen Kashmir und Jammu. Der Fürstenstaat Punch hatte 1876–1894 ebenfalls eine eigene Post.

### Kaschmir-Konflikt

Gebietsansprüche in Kaschmir:

Der heutige Konflikt um Kaschmir hat zwei Ursachen: zum einen den Eroberungsfeldzug der Sikhs aus dem indischen Punjab, der 1819 das muslimische Kaschmir mit dem hinduistischen Jammu vereinigte, zum anderen die Teilung Britisch-Indiens im Jahr 1947 in das muslimisch dominierte Pakistan und die überwiegend hinduistische Indische Union. Nach dem Mountbattenplan, der auf der so genannten Zwei-Nationen-Theorie basierte, sollten jene Distrikte Britisch-Indiens, die nach der letzten Volkszählung von 1941 eine mehrheitlich muslimische Bevölkerung aufwiesen, Pakistan zufallen und jene, die überwiegend von Hindus bewohnt waren, zur Indischen Union gehören. Ausgenommen von dieser Regelung waren allerdings die semi-autonomen Fürstenstaaten, darunter auch Kaschmir. Das noch vom britischen Parlament erlassene Indische Unabhängigkeitsgesetz von 1947 besagte, dass deren Herrscher selbst bestimmen sollten, sich entweder Indien oder Pakistan anzuschließen oder unabhängig zu bleiben.
Der damalige Maharadscha von Kaschmir, Hari Singh, war Hindu, die Bevölkerung seines Landes dagegen war mehrheitlich muslimisch. Nach der Teilung Britisch-Indiens versuchte Singh daher zunächst unabhängig zu bleiben, indem er die Entscheidung für einen der beiden neuen Staaten hinauszögerte. Als aber Teile der muslimischen Bevölkerung gegen ihn rebellierten, speziell im Bezirk Punch, und dabei von paschtunischen Stammesmilizen aus Pakistan unterstützt wurden, bat Singh Indien um militärischen Beistand. Um diesen zu erhalten, erklärte er am 26. Oktober 1947 den Anschluss seines Fürstenstaates an die Indische Union. Binnen weniger Tage verlegte Indien massiv Truppen in die Krisenregion, die den Aufständischen und den von Pakistan unterstützten, um eingesickerten Kämpfern zu begegnen. 
Pakistan akzeptierte den Beitritt zu Indien nicht, und der bereits in der Kolonialzeit schwelende Konflikt zwischen Hindus und Muslimen in Kaschmir wurde auf die zwischenstaatliche Politik übertragen. Dadurch wurde er zunehmend brisanter, obwohl die meisten Bewohner Kaschmirs gemäßigt religiös waren. Die Eskalation führte letztlich zum Ersten Indisch-Pakistanischen Krieg, der 1949 unter Vermittlung der Vereinten Nationen mit der faktischen Zweiteilung Kaschmirs endete. Der Süden bildete den indischen Bundesstaat Jammu und Kashmir, der etwa zwei Drittel des Territoriums umfasste, bevor er 2019 in die Unionsterritorien Jammu und Kashmir und Ladakh geteilt wurde. Das nördliche Drittel, Asad Kaschmir und Gilgit-Baltistan, bis 2009: Northern Areas (Nordgebiete) genannt, steht unter pakistanischer Verwaltung. Die Grenzlinie zwischen dem pakistanischen und indischen Teil bildet die Waffenstillstandslinie („Line of Control“) von 1949. Sie ist etwa 750 km lang und steht unter dem Mandat der Vereinten Nationen.
Die vom Sicherheitsrat der Vereinten Nationen im April 1948 geforderte Volksabstimmung über den Beitritt Kaschmirs zu Indien oder Pakistan hat bis heute nicht stattgefunden. Indien und Pakistan führen die folgenden Gründe an:
- Der Beitritt nach Indien sei zulässig, weil gesetzeskonform. Pakistan wendet ein, dass der Maharaja zu diesem Zeitpunkt nicht mehr die Regierungsgewalt innehatte, da Bürgerkrieg herrschte und Aufständische aus der Region Punch bereits eine eigene Republik, Azad Kashmir, verkündet hatten.
- Die von den Bürgern gewählte konstituierende Versammlung des Staates von Jammu und Kaschmir habe einmütig den Vertrag zum Antritt des Maharajas (1954) bestätigt. 1957 habe die Versammlung eine Verfassung für den Staat beschlossen, der die dauerhafte Zugehörigkeit zu Indien festschrieb. Ein spezieller Status sei Jammu & Kaschmir in der indischen Verfassung (Artikel 370) gegeben worden, um seine speziellen Interessen zu schützen. Pakistan bestreitet die Legitimität der Wahlen, da diese unter den illegitimen Umständen der indischen Besatzung stattgefunden hätten und nicht die gesamte Bevölkerung Kaschmirs daran teilgenommen habe.
- Der erste Artikel der Resolution der Vereinten Nationen besage, dass Pakistan die Gegenden sofort räumen müsse, die es mit Hilfe der sog. Tribals (lokaler Stammesgruppen) und der Armee 1948 besetzt hatte. Pakistan habe jene Gegenden nie geräumt. Stattdessen habe Pakistan einen sehr großen Teil der besetzten Provinz („Nordgebiete“) in sein Territorium integriert. Pakistan wendet ein, dass Indien keine neutrale Ordnungsmacht sei, wie in der Resolution vorgesehen, sondern dass es einen Abzug der pakistanischen Truppen zu seinem Vorteil nutzen und ganz Kaschmir annektieren würde.
- Die UNO-Resolution besage, dass Indien und Pakistan das Schicksal von Kaschmir entsprechend den Wünschen der Bevölkerung Kaschmirs gestalten müssten. In mehreren demokratischen Wahlen zum Regionalparlament von Jammu & Kaschmir (vergleichbar mit den Landtagen in Deutschland) habe die dortige Bevölkerung ihre Zugehörigkeit zu Indien bekundet. Pakistan wendet ein, dass die Wahlen nicht im ungeteilten Kaschmir stattgefunden haben, sondern nur im indisch kontrollierten Teil, in dem die indische Armee Systemgegner zum Schweigen gebracht habe. Außerdem seien bei den ersten Wahlen über 90 % der pro-indischen Kandidaten ohne Gegenkandidaten angetreten, da die Opposition die Wahlen boykottierte. Das in der UNO-Resolution festgeschriebene Referendum habe nie stattgefunden und Indien habe auch kein Interesse daran.
- Pakistan trainiere und entsende Freiheitskämpfer in den indischen Teil Kaschmirs. Viele dieser Freiheitskämpfer seien pakistanische und sogar afghanische Staatsbürger und führten einen Krieg gegen Indien.

Pakistan reklamiert für sich vor allem einen muslimisch geprägten Nationalismus und leitet daraus den Souveränitätsanspruch auf ein Land mit 77 % muslimischer Bevölkerung ab:
- Verbunden damit sei der Anschluss Kaschmirs an Pakistan sowie die uneingeschränkte Kontrolle über den Oberen Indus (Jammu und Kaschmir) und dessen Nebenflüsse zur Bewässerung der zentralen Ebenen Pakistans. Indien und die zuständige Grenzkommission führten 1947 ebenfalls wirtschaftliche Gründe für den Beitritt Kaschmirs zur Indischen Union an.
- Die indische Armee verletze zudem die Menschenrechte der Einwohner Kaschmirs, schreckte auch vor Folter und Mord an unbeteiligten Einwohnern nicht zurück.
- Infolgedessen hätten die Einwohner Kaschmirs auf den bewaffneten Kampf gegen die illegitime indische Besetzung zurückgreifen müssen.

Aus indischer Sicht stehen vor allem die Vermeidung eines Präzedenzfalles für eine Loslösung aus dem Staatsverbund Indiens und die Sicherung der Verkehrswege in das Hochtal von Kaschmir im Vordergrund. Das Regierungsprinzip des säkularen Nationalismus, das heißt die Unabhängigkeit der Regierung von Religionen, solle für ganz Kaschmir gelten und somit auch für die muslimisch dominierten Bereiche. Indien sieht in der Kaschmirfrage daher keinen Diskussionsbedarf.
Aus pakistanischer Sicht stellt die Kaschmir-Frage einen Präzedenzfall für die Rolle des Landes als selbstproklamierte „Heimat der indischen Muslime“ dar. Indien versuche durch die Annexion Kaschmirs diesen Anspruch und somit das gesamte Gründungskonzept des pakistanischen Staates in Frage zu stellen. Der Kaschmirkonflikt stellt so aufgefasst einen wichtigen identifikativen Bezugspunkt des pakistanischen Staates dar, der sich über einen gemeinsamen Feind gegenüber Systemkritikern legitimieren will.
Neben Indien und Pakistan ist die Volksrepublik China als dritte Partei indirekt am Kaschmirkonflikt beteiligt. Nach der gewaltsamen Besetzung des im Osten Kaschmirs gelegenen Aksai-Chin-Plateaus durch chinesische Truppen (1956 und 1962) näherte sich Indien verstärkt der Sowjetunion an. Aufgrund der gleichgerichteten Interessenlage gegen Indien wurde Pakistan zum Verbündeten Chinas. Es trat 1963 seinerseits einen schmalen Streifen um die K2-Gipfelregion an China ab. Dieses ehemals zu China gehörende Gebiet wurde seit der britischen Kolonialzeit von Pakistan kontrolliert. Im Gegenzug erhielt Pakistan chinesische Hilfe beim Bau des Karakorum Highway.
Das Gebiet von Aksai Chin war bis 1956 ein autonomes Fürstentum, das sich an der Politik des Maharajas von Kaschmir orientierte. Die Chinesen sahen die Besetzung als Rückeroberung eines von Britisch-Indien 1846 unrechtmäßig besetzten Gebietes. Außerdem planten sie eine Straße von Westtibet durch Aksai Chin weiter nach China, welche ab 1958 auch gebaut wurde.
Sowohl die indische als auch die pakistanische Regierung nehmen sowohl auf internationaler Ebene als auch in Südasien für sich in Anspruch, die rechtmäßigen Vertreter der kaschmirischen Interessen zu sein. Während die indische Seite einen multikulturellen und Minderheiten tolerierenden Staat propagiert, der aber keinerlei Separationsbestrebungen der einzelnen Bundesstaaten akzeptiert, erhebt Pakistan den Anspruch, alle südasiatischen Muslime in einem (pakistanischen) Staat zu vertreten, da deren Interessen in einer Minderheitensituation unter indischer Verwaltung letztlich nicht gesichert seien. Multikulturalität sei nur die äußere Rhetorik einer impliziten Politik der Bevormundung und Benachteiligung.
Bereits 1947 zeichnete sich jedoch eine weitere Option ab. Kaschmirische Nationalisten forderten die Gründung eines von Indien und Pakistan unabhängigen Binnenstaates Kaschmir, der sich idealerweise aus dem pakistanisch-kontrollierten Asad Kaschmir und dem indisch-kontrollierten Jammu und Kaschmir zusammensetzen sollte. Diese Lösungsvariante wird bis heute nicht nur von Indien und Pakistan aus strategischen, ökonomischen und sozio-kulturellen Erwägungen abgelehnt, sondern auch von einer Mehrheit der kaschmirischen Bevölkerung, welche einen unabhängigen muslimischen Staat Kaschmir fordert.
Pakistan verlangte die Lösung der Kaschmir-Frage auf der Basis der entsprechenden Resolutionen der Vereinten Nationen und des Selbstbestimmungsrechts des kaschmirischen Volkes, insbesondere der Muslime.
Im Jahre 1965 kam es im Streit um die Region zum Zweiten Indisch-Pakistanischen Krieg. 1999 brach auf Grund des Eindringens von Pakistan unterstützter bewaffneter Einheiten in die Region um Kargil der Kargil-Krieg aus.
Im Zuge des einsetzenden Entspannungsprozesses Ende 2003 schlug der pakistanische Präsident Pervez Musharraf einen völligen Truppenabzug (des indischen und des pakistanischen Militärs) aus der umstrittenen Himalaya-Region vor. Indien lehnt dies mit Hinweis auf die instabile, komplexe Sicherheitslage und wegen der Gefahr des Einsickerns von Extremisten aus Pakistan ab. Der zentrale Streitpunkt zwischen beiden Ländern, wonach sie beide den alleinigen Anspruch auf ganz Kaschmir erheben, wurde in dem bisherigen Annäherungsprozess ausgeklammert.

### Kurzübersicht
- circa 250 v. Chr.: Ashoka besetzt Kaschmir und führt den Buddhismus ein
- um 530: Hunas (wohl die Alchon) unter Mihirakula, Buddhistenverfolgung in Kaschmir
- circa 625–855: Karkota-Dynastie: Staatsbildung und weitreichender politisch-kultureller Einfluss Kaschmirs
- circa 725–754: König Lalitaditya, der Eroberer
- 855–939: erneute Blütezeit Kaschmirs unter der Utpala-Dynastie
- circa 950–1003: Königin Didda aus Lohara
- 1003–1171: Lohara-Dynastie
- 1101: Sturz König Harshas (reg. 1089–1101) – in der Folge verfällt das Königtum zugunsten des Landadels
- 12. und 13. Jahrhundert: langsames Vordringen des Islam
- 1339: Shah Mir, ein muslimischer Abenteurer und Ex-Minister zwang die letzte Hindu-Königin Kota Devi zur Heirat und brachte sie anschließend um
- 1389–1413: Sultan Sikandar Shah, Zwangsmaßnahmen gegen Hindus
- 1585 und 1586: der Mogulkaiser Akbar I. gliedert Kaschmir seinem Staat an, wiederholte Besuche der Mogulkaiser
- 1846: Kaschmir wird nach dem Ersten Sikh-Krieg unter Maharaja Ghulam Singh Teil von Britisch-Indien
- 1947: Großbritannien entlässt Britisch-Indien nach dem Mountbattenplan in die Unabhängigkeit, wonach etwa 8,4 Millionen Menschen flüchten oder zwischen den beiden Staaten Indien und Pakistan umgesiedelt werden, über 1 Million Menschen sterben bei Pogromen und auf der Flucht, pakistanische Freischärler sickern in Kaschmir ein, Maharaja Hari Singh erklärt den Anschluss Kaschmirs an Indien und ruft indische Truppen ins Land, Erster Indisch-Pakistanischer Krieg
- 1949: Waffenstillstand, Festlegung der Waffenstillstandslinie („Line of Control“), Teilung von Kaschmir (2-Nationen-Theorie), Forderung eines Referendums über einen eigenen Staat Kaschmir durch die Vereinten Nationen
- 1956: Absetzung aller indischen Fürsten
- 1957: Jammu und Kaschmir wird Bundesstaat von Indien
- 1960: Indus-Wasservertrag zwischen Pakistan und Indien, über die Nutzung der in das Indus-Tal mündenden Flüsse
- 1962: Indisch-Chinesischer Grenzkrieg, China besetzt Aksai Chin (östlicher Teil der indischen Region Ladakh)
- 1965: Pakistan greift indischen Bundesstaat Jammu und Kaschmir an, Zweiter Indisch-Pakistanischer Krieg und Waffenstillstand
- 1966: Frieden von Taschkent und offizielle Anerkennung der „Line of Control“
- 1971 und 1972: Dritter Indisch-Pakistanischer Krieg, Niederlage Pakistans, Verlust von Ost-Pakistan und Gründung des neuen Staates Bangladesch
- 1974: Absetzung des letzten Mirs (Fürst) von Azad Kashmir und Angliederung des Gebietes an Pakistan
- 1984: Beginn der Kämpfe auf dem Siachen-Gletscher zwischen Pakistan und Indien um den von Indien kontrollierten Zugang zum Tal von Leh
- 1986 und 1987: China und Indien ziehen Truppen im Ladakh-Grenzgebiet zusammen, erste Anschläge moslemischer Extremisten auf indische Einrichtungen, die einen autonomen Kaschmirstaat fordern oder den Anschluss an Pakistan
- 1988: Schiitische Revolte in Gilgit
- 1990: Terror im Kaschmirtal erreicht Höhepunkt, Vertreibung von über 100.000 Hindus aus dem Tal nach Jammu; Indien und Pakistan verstärken ihre Truppen an den Grenzen, Ermordung des höchsten religiösen Moslem-Führers (Mirwait Mohammed Farooq) durch den 'Hizbul Mujahideen' Terrorist Mohammad Ayub Dar.[4]
- 1999: Freischärler dringen vom pakistanischen in den indischen Teil um die Stadt Kargil ein, Vierter Indisch-Pakistanischer Krieg
- 2000: Bundesstaat Jammu und Kaschmir fordert von Indien weitgehende Autonomie, was vom indischen Staatspräsidenten abgelehnt wird
- 2001: Selbstmordanschlag islamischer Extremisten auf das Parlament in Srinagar und in Neu-Delhi, im Gegenzug sperrt Indien alle Verkehrsverbindungen nach Pakistan
- 2002: Beiderseits der „Line of Control“ Aufmarsch von großen militärischen Verbänden und Einheiten, einzelne Gefechte, Pakistan droht im Falle eines Krieges mit einem nichtkonventionellen Gegenschlag: Atomwaffen
- Seit Anfang 2004: Entspannung der Situation in Kaschmir, trotzdem kommt es laut dem Heidelberger Institut für Konfliktforschung und dem Südasieninstitut der Universität Heidelberg immer noch nahezu wöchentlich zu Anschlägen in Kaschmir, denen zahlreiche Zivilisten zum Opfer fallen.
- 2005: Indien und Pakistan haben im April in der umkämpften Grenzregion Kaschmir erstmals seit fast 60 Jahren wieder eine direkte Busverbindung aufgenommen. Die Reisemöglichkeit gilt als wichtiger Schritt in den Friedensbemühungen der bislang verfeindeten Atommächte.
- 2007: Die Terrororganisation al-Qaida erklärt Indien den Heiligen Krieg in Bezug auf Kaschmir.
- 2019: Ein Selbstmordattentäter der islamistischen Jaish-e-Mohammad (JeM) greift in Lethpora einen Polizei-Konvoi an und sprengt sich mit 40 Opfern in die Luft.[5]
- 2019: Der Bundesstaat Jammu und Kaschmir wird aufgelöst und in die Unionsterritorien Jammu und Kashmir und Ladakh eingeteilt.

## Wirtschaft

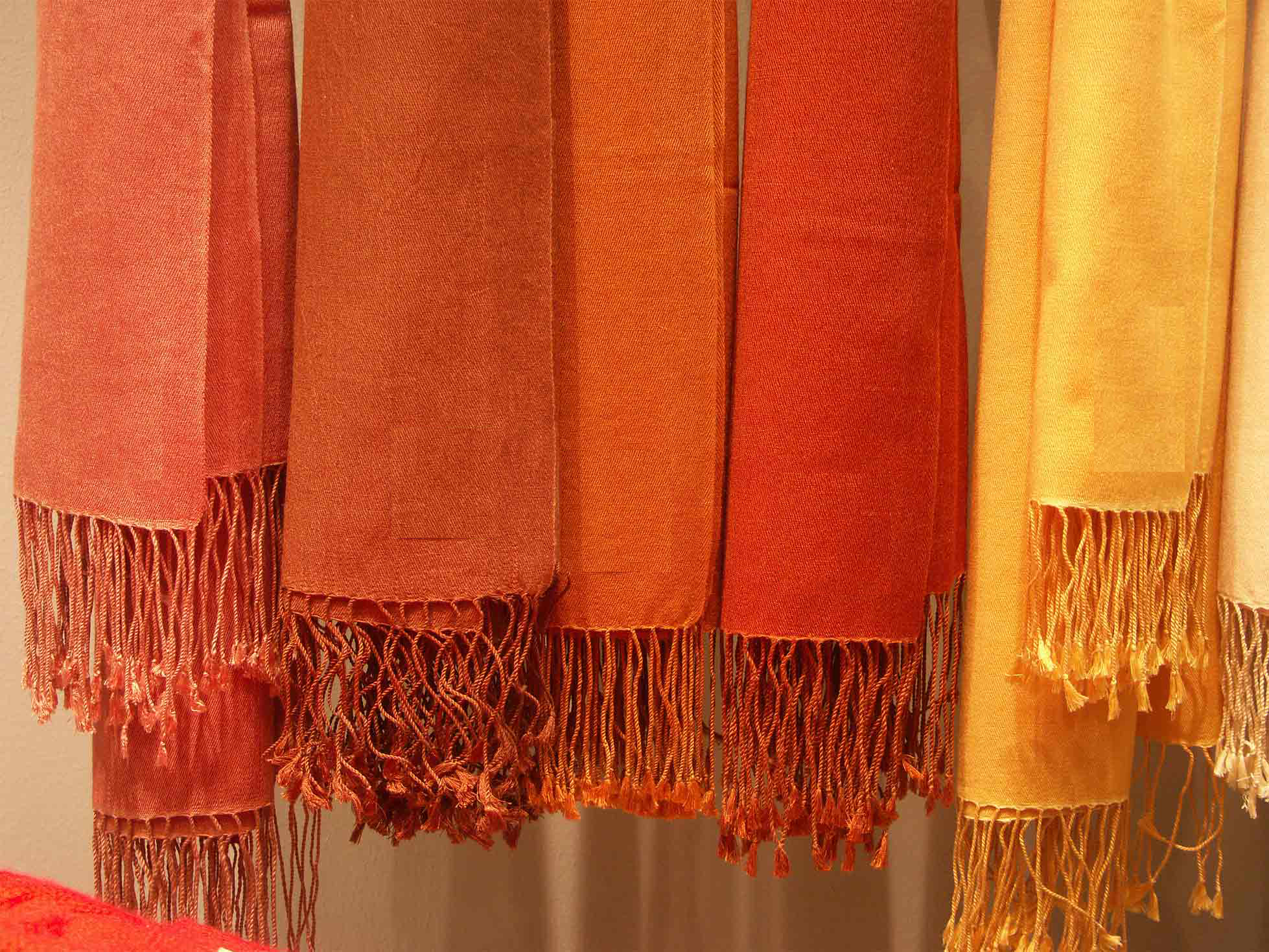
Pashmina-Schals aus Kaschmirwolle und Seide, hergestellt in Nepal

Nach der Region ist die kostbare Kaschmirwolle benannt, die zum Ende des Winters durch Kämmen aus dem Unterfell der Kaschmirziege gewonnen wird. Pro Tier werden ca. 150 Gramm gesammelt, die dann (von Hand) von den einzelnen Oberhaaren (Grannen) gereinigt werden. Der Verkaufspreis der Wolle richtet sich nach deren Qualität; die Haare sollten möglichst fein (dünn), lang und hell (weiß) sein.